# Xã Leech, Quận Wayne, Illinois
Xã Leech (tiếng Anh: Leech Township) là một xã thuộc quận Wayne, tiểu bang Illinois, Hoa Kỳ. Năm 2010, dân số của xã này là 465 người.